# Генріх Шенкер
Га́йнріх Ше́нкер (нім. Heinrich Schenker; 19 червня 1868, Вишнівчик або Підгайці — 14 січня 1935, Відень) — музичний теоретик, знаний за те, що створив систематичний підхід до музичного аналізу, який сьогодні відомий як Шенкерівський аналіз.

## Життєпис
Шенкер народився у селі Вишнівчик (тепер Теребовлянський район на Тернопільщині).
В дитинстві проявилися музичні здібності й в 13 років він переїхав до Львова, де вчився у Карла Микулі, учня Фредеріка Шопена. Пізніше він переїхав до Відня, де навчався у Антона Букнера і став визначним піаністом, спеціалізуюсь як вокальний аккомпаніст та камерний ансамбліст. Приватно викладав фортепіано та музичну теорію. Серед студентів були Вілгельм Фуртвенґлер, Антон фан Гобокен та Фелікс Зальцер.
Ідеї відносно анлізу були вперше представлені в підручнику Гармонія в 1906 році та далі ровинені в підручнику Контрапункту (1910). Шенкер вважав свій підхід до аналізу музичних творів засобом кращого розуміння їхнього виконання. Це особливо яскраво виявилось у виданнях творів сонат Людвіга Бетховена під його редакцією.
В 1932 році надрукував П'ять Графічних Музичних Аналізів (Fünf Urlinie-Tafeln), які показали глибину системи аналізу, що сьогодні іменована за ним. Після смерті Шенкера його спадщина була передруковена в 1935 році, а в 1960 та в 1979 роках з'явилися в англійському перекладі.
Інші музичні теоретики, наприклад Фелікс Зальцер та Карл Шахтер, також додали та розвинули ідеї Шенкера. В 1960-их роках система аналізу Шенкера здобувала все більше прихильників, а в 80-их роках стала одним з найважливіших методів аналізу в Північній Америці.